# Ocean of Pearls
Ocean of Pearls è un film del 2008 diretto da Sarab Neelam.

## Trama
Il dottor Amrit Singh, un giovane sikh, si trasferisce da Toronto a Detroit per studiare una nuova tecnica di trapianti, lasciandosi dietro la sua famiglia e la sua fidanzata indiana. La trama segue i conflitti interni di Amrit, la discriminazione razziale nei suoi confronti, che lo spinge a pensare di togliersi il turbante e tagliarsi i capelli, i problemi del sistema medico statunitense, dove i pazienti senza assicurazione non possono ricevere trapianti, e il suo innamoramento per una collega. Il film è semi-autobiografico, e riflette l'esperienza dei Sikh negli USA post-11 settembre 2001.